# Gabapentyna
Gabapentyna (łac. gabapentinum) – organiczny związek chemiczny, lipofilny lek przeciwpadaczkowy wykazujący strukturalne podobieństwo do kwasu γ-aminomasłowego (GABA).

## Mechanizm działania
Mechanizm działania tego leku nie został dotychczas dokładnie rozpoznany. Gabapentyna nie działa na receptory GABAA i GABAB ani na substancje uczestniczące w wychwycie GABA w mózgu. W ośrodkowym układzie nerwowym gabapentyna wiąże się z białkowym receptorem (białkiem wiążącym gabapentynę), przez złożony i nie do końca wyjaśniony mechanizm zwiększa produkcję i uwalnianie GABA. Skutkuje to nasileniem przewodnictwa GABA-ergicznego, co z kolei powoduje zahamowanie aktywności bioelektrycznej neuronów. Ponadto badania obrazowe wykazały, iż gabapentyna przyśpiesza syntezę GABA.

## Wskazania
Wskazaniami do stosowania gabapentyny są głównie oporne na leczenie padaczki częściowe i częściowe wtórnie uogólnione, zaś przeciwwskazaniem napady padaczkowe pierwotnie uogólnione, zwłaszcza typu absence i zespołu Lennoxa-Gestauta.
Wśród innych wskazań jest leczenie polineuropatii (obwodowego uszkodzenia nerwów), np. polineuropatii cukrzycowej, czy neuralgiach nerwu V.
Według przeprowadzonych badań lek ten ma potwierdzoną skuteczność w leczeniu polineuropatii.

## Farmakokinetyka
Jest wydalana głównie przez nerki (80%), reszta z kałem (20%). W wydalaniu nie pośredniczy wątroba, przez co lek ten ma wiele korzystnych cech i właściwości dla pacjenta.